# 田納西州第六國會選區
田納西州第六國會選區是美国田纳西州的國會選區之一，當前眾議員為共和黨籍的約翰·羅斯，2019年上任至今。